# قطعنامه ۱۵۵۴ شورای امنیت
قطعنامه ۱۵۵۴ شورای امنیت سازمان ملل متحد که در تاریخ ۲۹ جولای ۲۰۰۴ تصویب شد، سندی بین‌المللی دربارهٔ بررسی وضعیت گرجستان است. این قطعنامه طی نشست ۵۰۱۳ام با ۱۵ رای موافق، ۰ مخالف و ۰ ممتنع تصویب شد.